# Hordeum stenostachys
Hordeum stenostachys là một loài thực vật có hoa trong họ Hòa thảo. Loài này được Godr. mô tả khoa học đầu tiên năm 1853.